# Ів (реп-співачка)
Ів Джихен Джефферс (англ. Eve Jihan Jeffers; нар. 10 листопада 1978, Філадельфія, Пенсільванія, США) - американська реп-виконавиця і актриса. Продажі трьох перших альбомів досягли більш як 8 мільйонів копій, проданих у всьому світі. У 2003 році вона стала героєм свого власного телешоу Eve, яке тривало протягом трьох сезонів.
Також Ів досягла успіху в моді, вона запустила свою власну лінію одягу назвавши її «Фетіш». Вона посіла 48 місце у рейтингу телеканалу VH1 «50 Найбільших Жінок Відео Ери». Вона також з'явилася в музичному серіалі телеканалу FOX Glee, у ролі Грейс Хічінс керівниці хору дівчат, в епізодах «Hairography» та «Sectionals».

## Біографія
Ів народилася в Пенсільванії, дочка Джулії Вілч-Джефферс, супервайзер видавництва, і Джеррі Джефферс, супервайзер хімічного заводу. Вона взяла псевдонім «Gangsta» у середній школі в рамках участі в жіночій групі під назвою EDGP (вимовляється як «Єгипет»), після чого вона стала виступати соло з псевдонімом «Eve of Destruction». Вперше, Ів виявила свій інтерес до музики, зайнявшись співом у Філадельфії. Вона співала у багатьох хорах і навіть взяла участь у жіночому гурті (Dope Girl Posse або DGP). У гурту був свій власний менеджер. Цей гурт переспівав пісні En Vogue та Color Me Badd. Після того, як менеджер групи помітив реп проект «ABC» і розпочав з ними роботу, тоді учасники колективу заявили, що гурт має звучати жорсткіше, Ів вирішила увійти до складу «ABC». Після розколу гурту Ів розпочала роботу над сольною кар'єрою.
Майже весь вільний час приділяла розвитку музичних здібностей, на жаль, на шкоду своїй освіті. Згодом перестала відвідувати навчальний заклад та ледь закінчила середню школу. Після того як її мати знову вийшла заміж, Ів переїхала до Нью-Йорка і почала працювати танцівницею у стрип-клубі Бронкса. Якось на своїй новій роботі Ів зустріла репера Mase. Він закликав її кинути роботу у стрип-клубі та почати виконувати реп на новому професійному рівні.
Ів запросили виконати пісню «You Got Me» спільно з The Roots та Erykah Badu, для альбому 1999 року Things Fall Apart. Також вона записала бек-вокал до пісні «Ain't Sayin' Nothin' New» з того ж альбому. У написі на обкладинці альбому вона згадується як «Eve of Destruction». Підписалася на лейбл Dr. Dre - Aftermath Entertainment, декількома роками пізніше покинула його.
Пізніше вона стала частиною Ruff Ryders Entertainment, де в 1999 році випутила свій дебютний альбом Let There Be Eve...Ruff Ryders' First Lady, Який зайняв перше місце в Billboard 200 і був проданий в кількості 213,000 копій за перший тиждень. Ів також співпрацювала з DMX, Drag-On, Swizz Beatz, The Lox, Trina, Алішою Кіз, Гвен Стефані, Скоттом Сторчом та іншими.
У 2001 році вийшов її другий альбом Scorpion. Альбом породив успішний сингл «Let Me Blow Ya Mind» за участю Гвен Стефані, який зайняв другий рядок у Billboard Hot 100. Було продано 162,000 копій альбому за перший тиждень.
Третій альбом Ів під назвою Eve-Olution вийшов в 2002 році.
З 14 червня 2014 року Ів одружена з підприємцем Максімільоном Купером, з яким вона зустрічалася 4 роки до їхнього весілля.

## Дискографія
- Let There Be Eve…Ruff Ryders' First Lady (1999)
- Scorpion (2001)
- Eve-Olution (2002)
- Lip Lock (2013)

## Фільмографія
| Рік  | Фільм                       | Роль                          |
| ---- | --------------------------- | ----------------------------- |
| 2002 | Перукарня                   | Террі                         |
| 2002 | Три ікси                    | J.J.                          |
| 2003 | Ангели Чарлі: Тільки вперед | New Angel                     |
| 2003 | Людина павук                | Cheyenne Tate/The Talon       |
| 2004 | Перукарня 2: Знову у справі | Террі                         |
| 2004 | Дроворуб                    | Mary-Kay                      |
| 2004 | Шашлик                      | Бекі                          |
| 2008 | Спогади невдахи             | Офелія Франклін               |
| 2009 | Котись!                     | Роза Спаркс                   |
| 2009 | Хор                         | Директор академії Джейн Адамс |
| 2010 | 4.3.2.1                     | Латиша                        |
| 2015 | Заміж за всяку ціну         | Амайя                         |
| 2016 | Перукарня 3                 | Террі                         |